# Donja Konjščina
Donja Konjščina is een plaats in de gemeente Konjščina in de Kroatische provincie Krapina-Zagorje. De plaats telt 131 inwoners (2001).